# Калюга 2
Калюга 2 (біл. вёска Калюга 2) — село в складі Березинського району Мінської області, Білорусь. Село підпорядковане Богушевицькій сільській раді, розташоване в східній частині області.